# Esquí de fondo (deporte)
El esquí de fondo es una modalidad de esquí en la que los competidores atraviesan terreno cubierto de nieve sin utilizar remontes u otro tipo de ayuda. El esquí de fondo se practica ampliamente como deporte y actividad recreativa; sin embargo, todavía hay personas que lo utilizan como medio de transporte. Las variantes del esquí de fondo se adaptan a una variedad de terrenos que van desde terrenos complicados, a veces montañosos, hasta pistas preparadas específicamente para el deporte.
El esquí de fondo moderno es similar a la modalidad original de esquí, de la cual evolucionaron todas sus disciplinas, incluyendo el esquí alpino, el salto de esquí y el telemark. Los esquiadores se impulsan ya sea avanzando con zancadas (estilo clásico) o de lado a lado en un movimiento de patinaje (esquí de patinaje), ayudados por sus brazos que empujan sobre los bastones de esquí contra la nieve. Se practica en regiones con paisajes cubiertos de nieve, como Europa, Canadá, Rusia, Estados Unidos, Australia y Nueva Zelanda.
El esquí de fondo competitivo es uno de los deportes nórdicos de esquí y forma parte del  biatlón junto con el tiro con rifle. El esquí de orientación es de sus modalidades, que incluye la navegación por mapas a lo largo de senderos y pistas de nieve.

## Historia

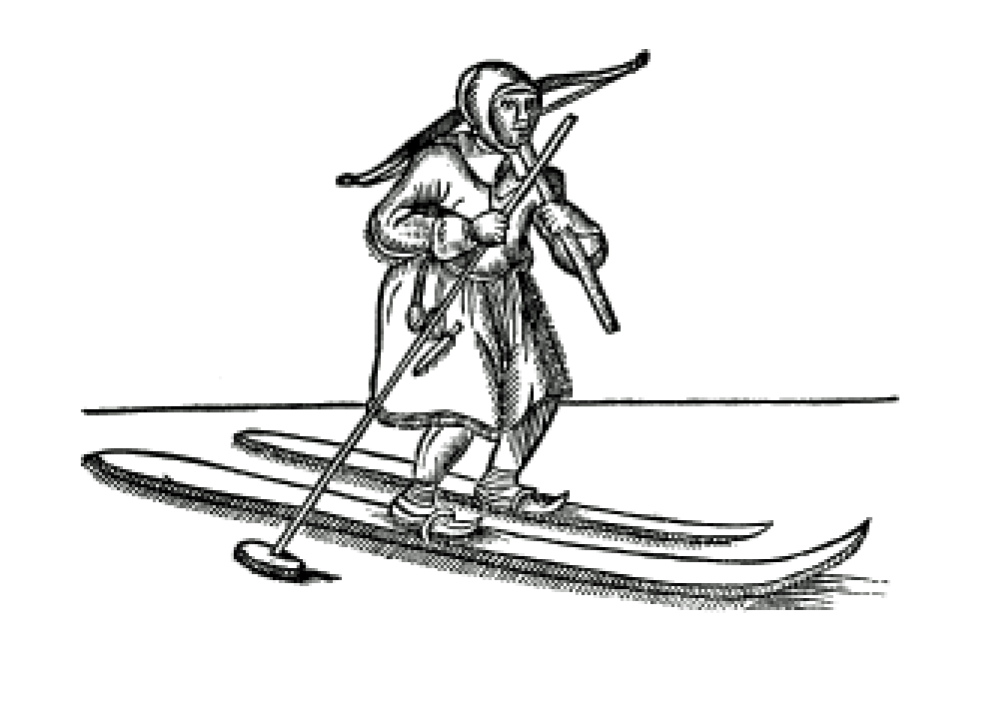
Cazador sami utilizando esquís de longitud desigual (cortos para la tracción, largos para el deslizamiento) y un solo bastón. Ambos se utilizaron hasta alrededor de 1900. (xilografía de 1673)

La palabra esquí proviene del nórdico antiguo skíð, que significa «palo de madera». El esquí surgió como una técnica para desplazarse sobre la nieve a campo traviesa con tablas hace casi cinco milenios y tiene origen escandinavo.  Es posible que ya se practicara en el año 600 a. C. en Daxing'anling, en la actual China. Entre los primeros testimonios históricos se encuentra la descripción que hace Procopio (alrededor del año 550 d. C.) del pueblo sami como skrithiphinoi, que se traduce como «samis que corren esquiando». Birkely argumenta que los samis han practicado el esquí durante más de 6000 años, evidenciado por la antigua palabra sami čuoigat para referirse al esquí. La saga de Egill Skalla-Grímsson del año 950 describe la práctica del rey Haakon el Bueno de enviar a sus recaudadores de impuestos en esquís. La ley de Gulating (1274) estableció que: «Los esquiadores no deberán molestar a ningún alce en terrenos privados». El esquí de fondo evolucionó de ser un medio de transporte utilitario a convertirse en una actividad recreativa y deportiva mundial, que se ramificó en otras modalidades del deporte a mediados del siglo XIX.
Los primeros esquiadores utilizaban un bastón o una lanza largos además de las tablas de esquí. La primera visualización de un esquiador con dos bastones de esquí se remonta en 1741. Los esquís tradicionales, utilizados para viajar sobre nieve en Noruega y en otros lugares hasta el siglo XIX, consistían en un esquí corto con una superficie de tracción de piel natural, llamado andor, y uno largo para deslizarse, el langski. Uno de ellos es hasta 100 cm más largo que el otro, lo que permite que los esquiadores se impulsen con un movimiento de escúter. Esta combinación tiene una larga historia entre el pueblo sami. También se han fabricado esquís de hasta 280 cm en Finlandia, y el esquí más largo registrado en Noruega alcanza los 373 cm.

### Transporte

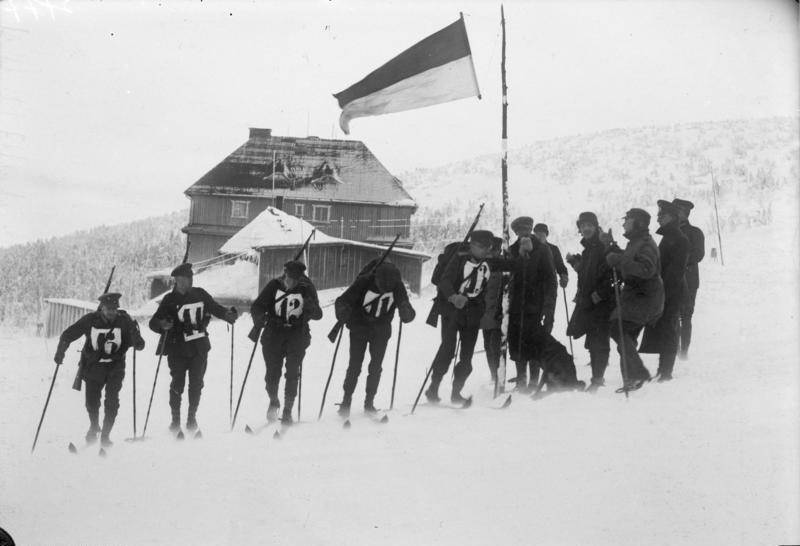
Patrulla militar del Reichswehr alemán sobre esquís entrenándose en las Montañas de los Gigantes (enero de 1932).

La guerra sobre esquís, el uso de tropas equipadas con esquís en la guerra, se registró por primera vez por el historiador danés Saxo Grammaticus en el siglo XIII. Se menciona que estas tropas podían cubrir distancias comparables a las de la caballería ligera. La guarnición de Trondheim usaba esquís al menos desde 1675, y el ejército danés-noruego tenía batallones de esquí especializados desde 1747. A partir de 1767, se registran detalles de ejercicios militares de esquí; sin embargo, los esquís se utilizaron en ejercicios militares en 1747. En 1799, el viajero francés Jacques de la Tocnaye registró su visita a Noruega en su diario de viaje. Los inmigrantes noruegos usaron esquís («raquetas de nieve noruegas») en el medio oeste de los Estados Unidos aproximadamente desde 1836. El inmigrante noruego, Snowshoe Thompson, transportaba correo esquiando a través de la Sierra Nevada entre California y Nevada desde 1856. En 1888, el explorador noruego, Fridtjof Nansen, y su equipo cruzaron la capa de hielo de Groenlandia en esquís. Los trabajadores noruegos en el ferrocarril de Buenos Aires al Pacífico introdujeron el esquí en Sudamérica alrededor de 1890. En 1910, Roald Amundsen usó esquís en su expedición al Polo Sur. En 1902, el cónsul noruego en Kobe importó equipo de esquí e introdujo el esquí a los japoneses, motivado por la muerte de soldados japoneses durante una tormenta de nieve. A partir de 1919, Vladimir Lenin ayudó a popularizar la actividad en la Unión Soviética.

### Deporte

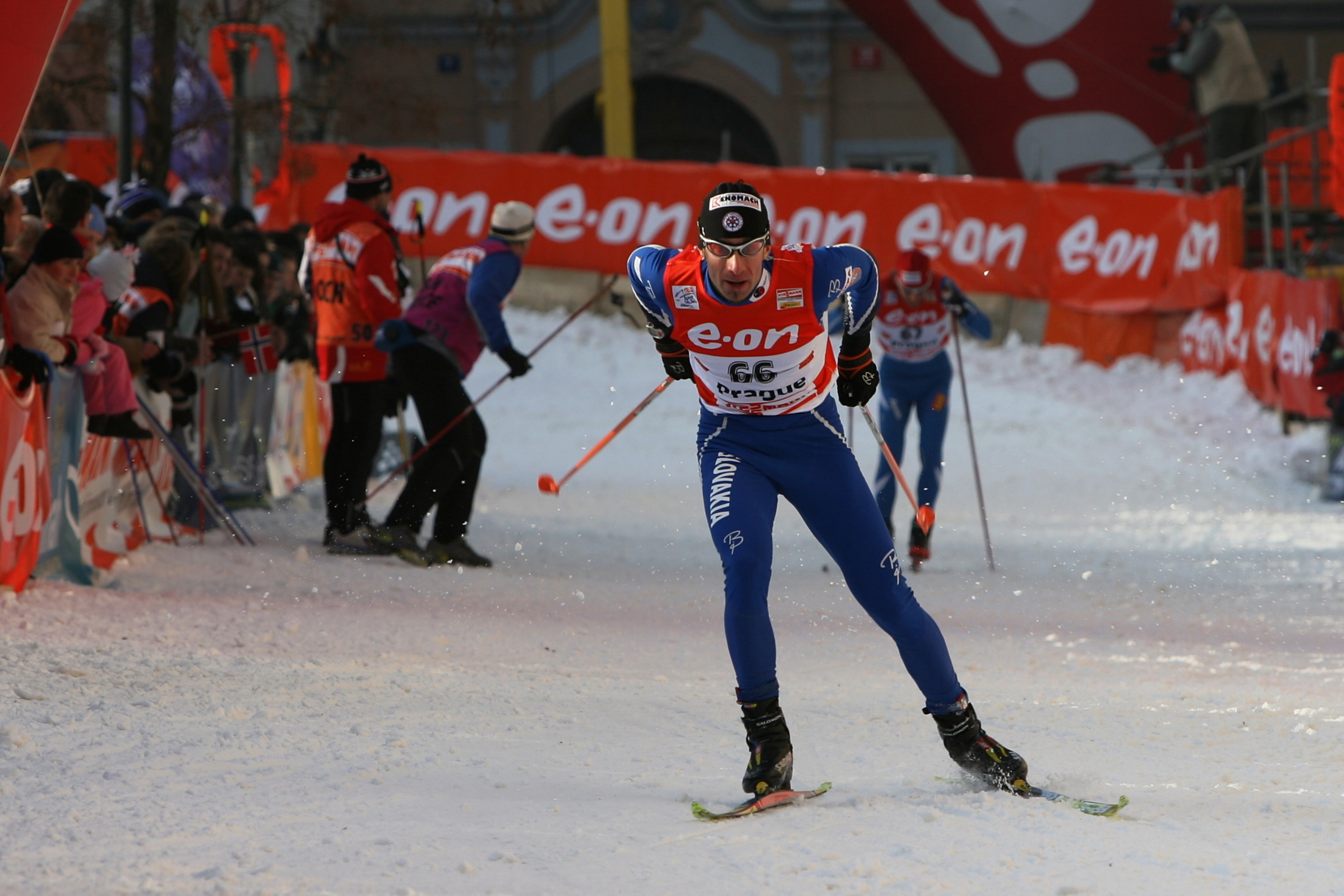
Michal Malák patinando en una prueba clasificatoria para el Tour de Ski, 2007.

Los regimientos noruegos de esquí organizaron competencias militares del deporte en el siglo XVIII, divididas en cuatro clases: tiro al blanco mientras se esquía a «toda velocidad», carreras cuesta abajo entre árboles, carreras cuesta abajo en grandes pendientes sin caerse y «carreras largas» en «terreno llano». Una de las primeras competencias públicas de esquí tuvo lugar en Tromsø en 1843. En noruego, langrenn se refiere al «esquí competitivo cuyo objetivo es completar una distancia específica en pistas trazadas en el menor tiempo posible». En Noruega, las competencias de esquí de travesía (turrenn) son competencias de esquí de fondo de larga distancia abiertas al público que suelen realizarse de acuerdo a intervalos de edad.
A principios del siglo XX se experimentó con una nueva técnica, el esquí de patinaje; no obstante, no se adoptó ampliamente hasta la década de 1980. Johan Grøttumsbråten empleó dicha técnica en el Campeonato Mundial de 1931 en Oberhof, uno de los primeros registros de uso de patinaje en el esquí de fondo competitivo. Más adelante, en la década de 1960, esta técnica se usó en el esquí de orientación en carreteras y otras superficies firmes. Se hizo popular durante la década de 1980 después del éxito de Bill Koch (Estados Unidos) en el Campeonato Mundial de Esquí de 1982, lo que atrajo más atención al estilo de patinaje. El esquiador noruego Ove Aunli comenzó a usar la técnica en 1984, cuando descubrió que era mucho más rápida que el estilo clásico. El esquiador finlandés Pauli Siitonen desarrolló una variante unidireccional del estilo en la década de 1970, en la que dejaba un esquí en la pista mientras patinaba hacia un lado con el otro durante pruebas de resistencia; esto se conoció como el «maratón de patinaje».

### Terminología

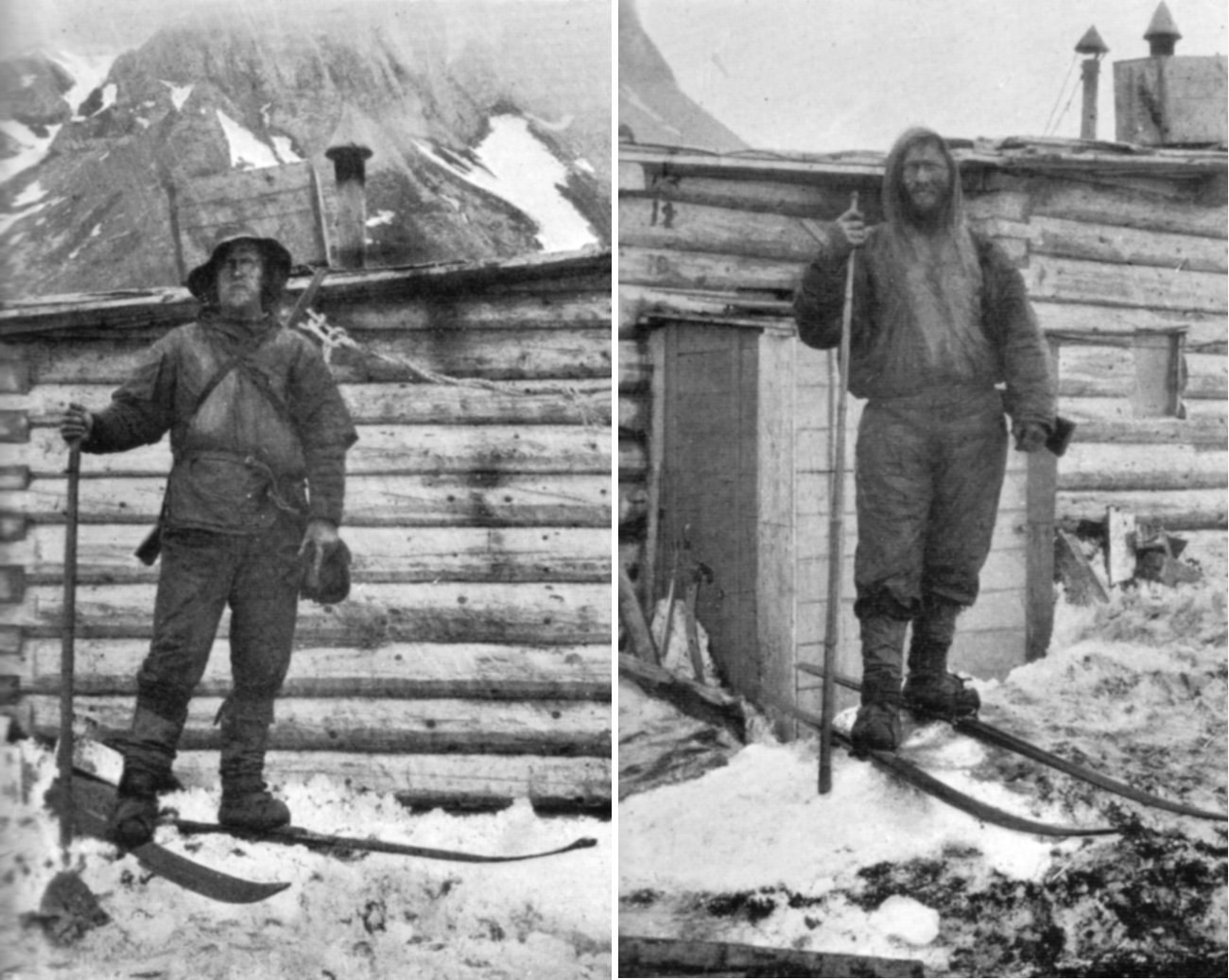
Los viajeros árticos Fridtjov Nansen y Hjalmar Johansen en el campamento de Frederick Jackson en la isla Northbrook en 1896.

La palabra «esquí» proviene del nórdico antiguo skíð, que significa «corte de madera», «palo de madera» o «esquí». El idioma noruego no utiliza una forma verbal equivalente en la idiomaticidad, a diferencia de to ski en inglés. En el noruego moderno, una variedad de términos se refieren al esquí de fondo, incluyendo:
- gå på ski («caminar sobre esquís») es un término general para el esquí autopropulsado;
- turgåing på ski («senderismo en esquís») se refiere al esquí de travesía como recreación;
- langrenn («carrera larga») se refiere a las carreras de esquí de fondo.

En contraste, el esquí alpino se refiere como stå på ski («estar de pie en esquís»). 
Fridtjof Nansen, describe el cruce de Groenlandia como På ski over Grønland («Atravesando Groenlandia con esquís»), mientras que la edición en inglés del informe se tituló The first crossing of Greenland (La primera travesía de Groenlandia). Nansen se refirió a la actividad de atravesar la nieve en esquís como skilöbning en noruego (también usó el término en la traducción al inglés), que se puede traducir como «correr en esquís». Nansen empleó el término skilöbning para referirse a todas las formas de esquí; sin embargo, señaló que el salto de esquí es puramente un deporte competitivo y no para aficionados. Además, observó que en ciertas competencias «también se exige que al esquiador muestre su habilidad para girar su esquí hacia un lado u otro dentro de marcas dadas» a toda velocidad en una colina empinada. Nansen consideraba estas formas (por ejemplo, el salto de esquí y el eslalon) como «artes especiales», y consieraba que la rama más importante del esquí era viajar «de manera ordinaria por el país». En Alemania, el informe de Groenlandia de Nansen se publicó como Auf Schneeschuhen durch Grönland, que literalmente significa Atravesando Groenlandia sobre raquetas de nieve. El término alemán Schneeschuh fue reemplazado por la palabra noruega prestada Ski a fines del siglo XIX. La enciclopedia noruega del deporte también utiliza el término skiløping («correr en esquís») para todas las modalidades de esquí. Alrededor de 1900, la palabra alemana Skilaufen se usó en el mismo sentido que skiløping en noruego.

## Recreación

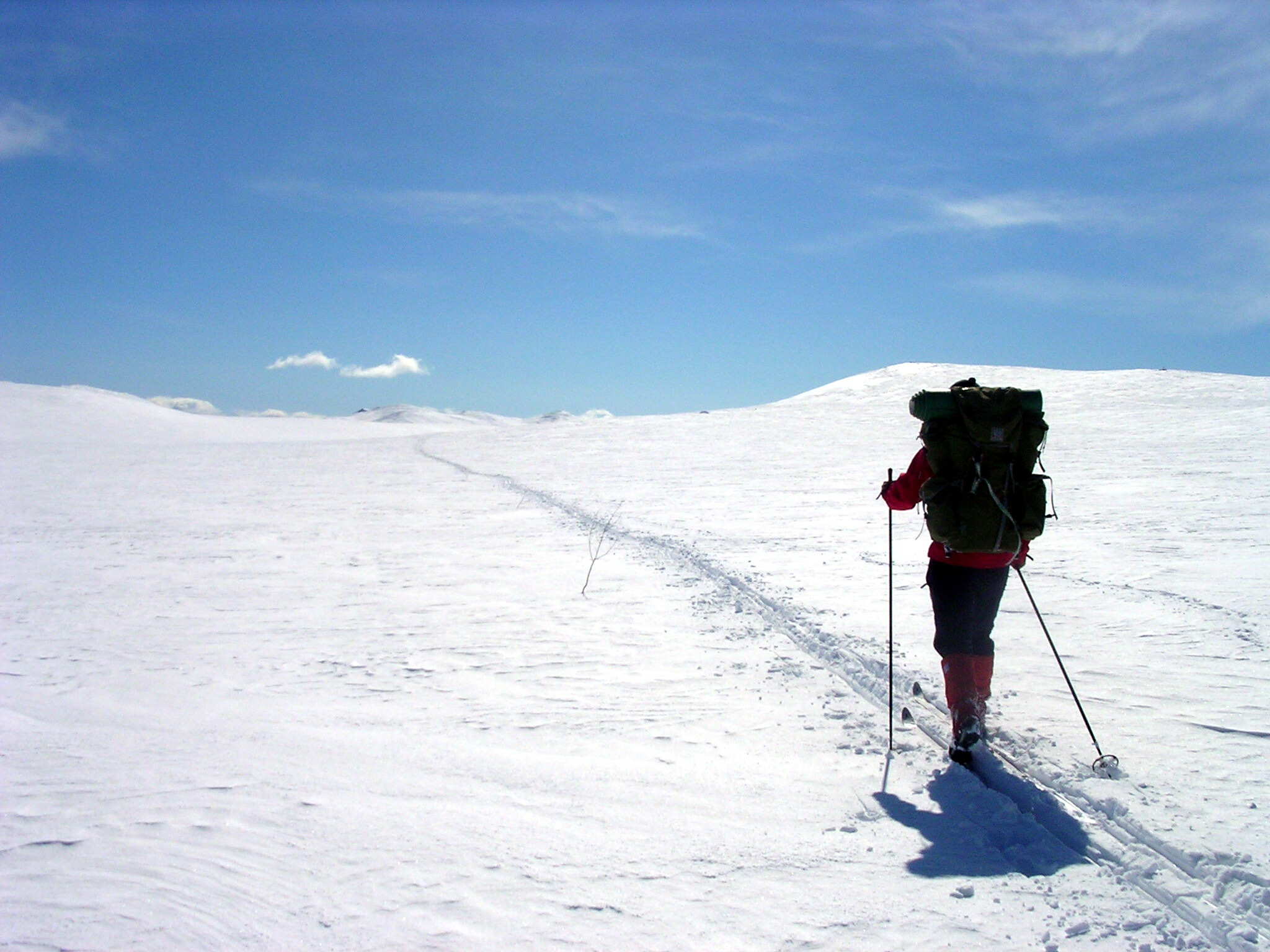
Esquí de travesía en terreno sin pistas.

El esquí de fondo recreativo incluye el esquí de travesía y el esquí en pistas preparadas, normalmente en estaciones de esquí o en parques, y es una forma accesible de recreación para personas con discapacidades visuales y de movilidad. Una forma relacionada de recreación es el skijoring con perros: un deporte de invierno en el que un esquiador de fondo es arrastrado por uno o más perros.

### Esquí de travesía
El esquí de travesía tiene lugar fuera de pista y de las estaciones de esquí, por lo que las excursiones pueden extenderse durante varios días. Normalmente, los esquís, las fijaciones y las botas permiten el movimiento libre del talón para habilitar un paso a pie, al igual que en las disciplinas nórdicas y a diferencia del esquí alpino. El subgénero del esquí de travesía, el esquí de montaña, implica la navegación independiente y la búsqueda de rutas a través de terrenos con riesgo de avalanchas y suele requerir familiaridad con la meteorología además de habilidades de esquí. El esquí de travesía puede ser más rápido y más fácil que el senderismo en verano en ciertos terrenos, lo que permite travesías y ascensos que serían más difíciles en verano. Los esquís también se pueden usar para acceder a rutas de escalada alpina en zonas remotas cuando la nieve no cubre la ruta técnica, pero aún cubre el sendero de senderismo. En algunos países, las organizaciones mantienen una red de refugios para uso de esquiadores de fondo en invierno. Por ejemplo, la Asociación Noruega de Senderismo mantiene más de 400 refugios que se extienden por miles de kilómetros de senderos que los excursionistas pueden usar en verano y los esquiadores en invierno.

### Esquí en pistas preparadas

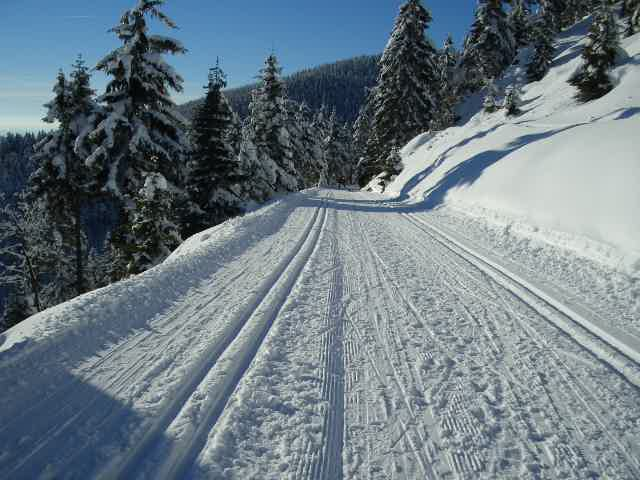
Pistas preparadas para esquí de fondo en Turingia, preparadas para esquí clásico en los laterales y para esquí de patinaje en el centro.

El esquí en pistas preparadas ocurre en instalaciones como Nordmarka (Oslo), Royal Gorge Cross Country Ski Resort y Gatineau Park en Quebec, donde se trazan y preparan pistas para el esquí clásico y de patinaje. La preparación de estas pistas (para la técnica clásica) requiere equipos especializados y técnicas que se adaptan a las condiciones de la nieve. La preparación de la pista emplea máquinas quitanieves que arrastran dispositivos para compactar, texturizar y establecer la pista. Los encargados de la preparación deben adaptar dicho equipo a las condiciones de la nieve: estructura cristalina, temperatura, grado de compactación, contenido de humedad, etc. Dependiendo de la condición inicial de la nieve, la preparación puede lograr un aumento en la densidad para la nieve recién caída o una disminución en la densidad para la nieve helada o compactada. Las instalaciones de esquí de fondo pueden incorporar un diseño de circuito que cumpla con los estándares de homologación de organizaciones como el Comité Olímpico Internacional, la Federación Internacional de Esquí o los estándares nacionales. Los estándares abordan distancias de carrera, grado de dificultad con máximos en diferencia de elevación y pendiente, tanto ascendente como descendente, más otros factores. Algunas instalaciones tienen iluminación nocturna en ciertas pistas, llamadas lysløype (estelas de luz) en noruego y elljusspår (estelas de luz eléctrica) en sueco. La primera lysløype se inauguró en 1946 en Nordmarka y en Byåsen (Trondheim).

## Competencias
Las competencias de esquí de fondo abarcan una variedad de formatos de carreras sobre recorridos de distinta longitud, de acuerdo con las reglas sancionadas por la Federación Internacional de Esquí (FIS) y por organizaciones nacionales, como la de Asociación de Esquí y Snowboard de EE. UU. y de Cross Country Ski Canada. También abarca eventos de maratón de esquí de fondo, sancionados por la Federación Mundial de Esquí, eventos de orientación de esquí de fondo, sancionados por la Federación Internacional de Orientación, y esquí de fondo paralímpico, sancionado por el Comité Paralímpico Internacional.

### Competencia sancionada por la FIS

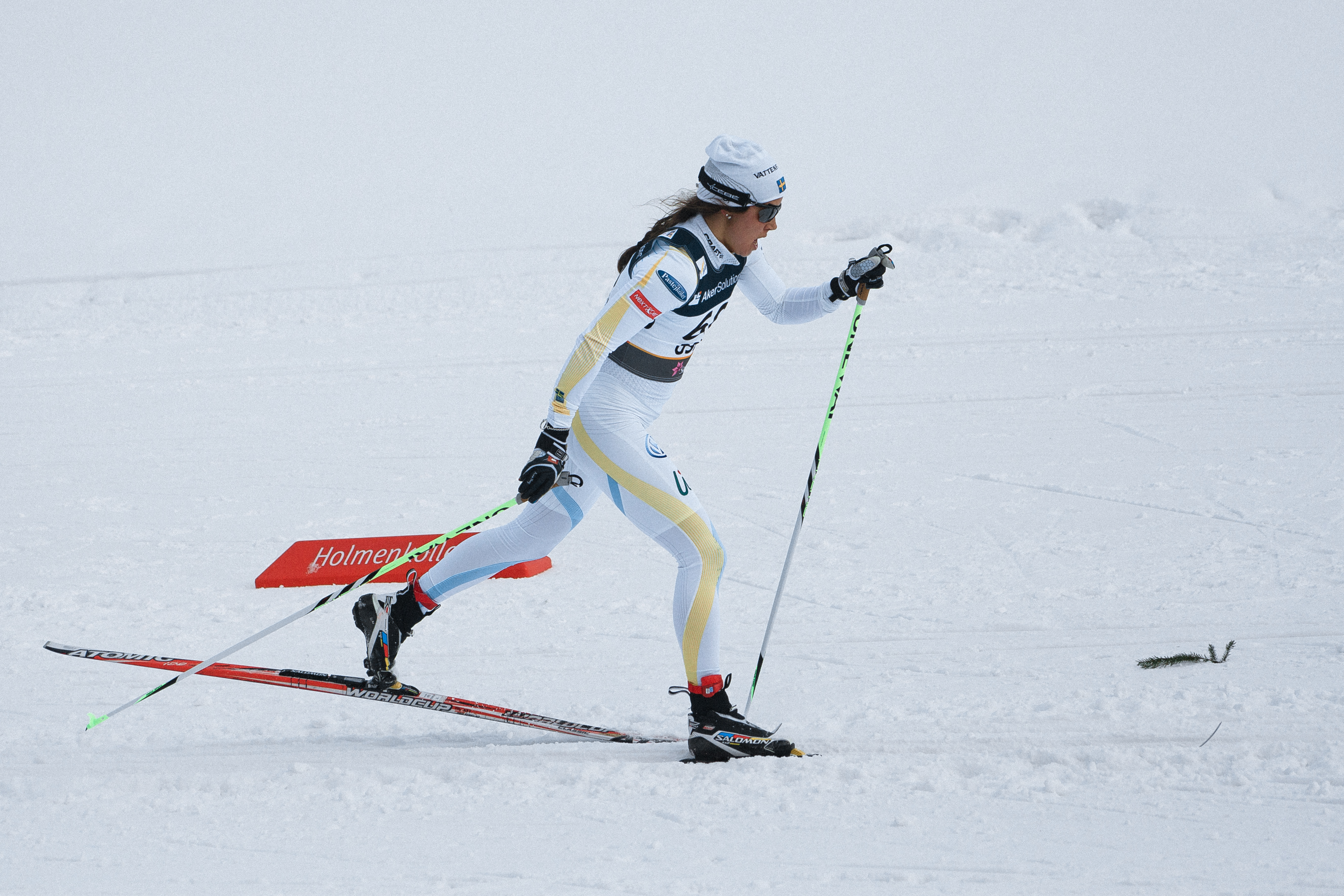
La esquiadora sueca Anna Haag usando la técnica clásica en la carrera clásica femenina de 10 km en el campeonato mundial de Esquí Nórdico de la FIS 2011 en Oslo, Noruega.

Los Campeonatos Mundiales de Esquí Nórdico de la FIS se han celebrado en varios números y tipos de eventos desde 1925 para hombres y desde 1954 para mujeres. Desde 1924 hasta 1939, los Campeonatos Mundiales se celebraron cada año, incluidos los Juegos Olímpicos de Invierno. Después de la Segunda Guerra Mundial, los Campeonatos Mundiales se celebraron cada cuatro años desde 1950 hasta 1982. Desde 1985, los Campeonatos Mundiales se han celebrado en años impares. Entre las competencias de esquí de fondo destacadas se encuentran los Juegos Olímpicos de Invierno, el campeonato mundial de Esquí Nórdico de la FIS y los eventos de la Copa del Mundo de la FIS (incluido el Holmenkollen).

### Otra competencia sancionada
Las maratones de esquí de fondo (carreras con distancias mayores a 40 kilómetros) tienen dos series de copas: el Ski Classics, que comenzó en 2011; y el Worldloppet. Los esquiadores compiten en eventos de estilo clásico o libre (patinaje), dependiendo de las reglas de la carrera. Las maratones de esquí de fondo más sobresalientes son: el Vasaloppet en Suecia; el Birkebeineren en Noruega; el Tartu Maraton en Estonia; el Engadin Skimarathon en Suiza; el American Birkebeiner; el Tour of Anchorage en Anchorage, Alaska; y el Boreal Loppet, realizado en Forestville, Quebec, Canadá.
El biatlón combina el esquí de fondo y el tiro con rifle. Dependiendo del desempeño en el tiro, se agrega distancia o tiempo adicional al tiempo total de carrera del concursante. En cada ronda de tiro, el biatleta debe golpear cinco objetivos; el esquiador recibe una penalización por cada objetivo fallado, que varía según las reglas de la competencia.
La esquí de orientación es una modalidad de competencia de esquí de fondo que requiere la navegación en un paisaje, por lo que se realizan elecciones de ruta óptimas a velocidades de carrera. Se utilizan mapas de orientación estándar, pero con una impresión verde especial de senderos y pistas para indicar si es posible navegar en la nieve; otros símbolos indican si hay carreteras cubiertas de nieve o despejadas. Se utiliza equipo estándar de esquí de patinaje, junto con un portamapas adjunto al pecho. Es una de las cuatro disciplinas de orientación reconocidas por la Federación Internacional de Orientación. La fuerza del torso es especialmente importante debido al frecuente doble poleo a lo largo de estrechos senderos de nieve.
La competición de esquí de fondo paralímpico es una adaptación del esquí de fondo para atletas con discapacidades. El esquí de fondo paralímpico incluye eventos de pie, pruebas para usuarios de silla de ruedas, y eventos para atletas con discapacidad visual bajo las reglas del Comité Paralímpico Internacional. Estos se dividen en varias categorías para personas que les faltan miembros, tienen amputaciones, son invidentes o tienen cualquier otra discapacidad física, para continuar su deporte.

## Técnicas

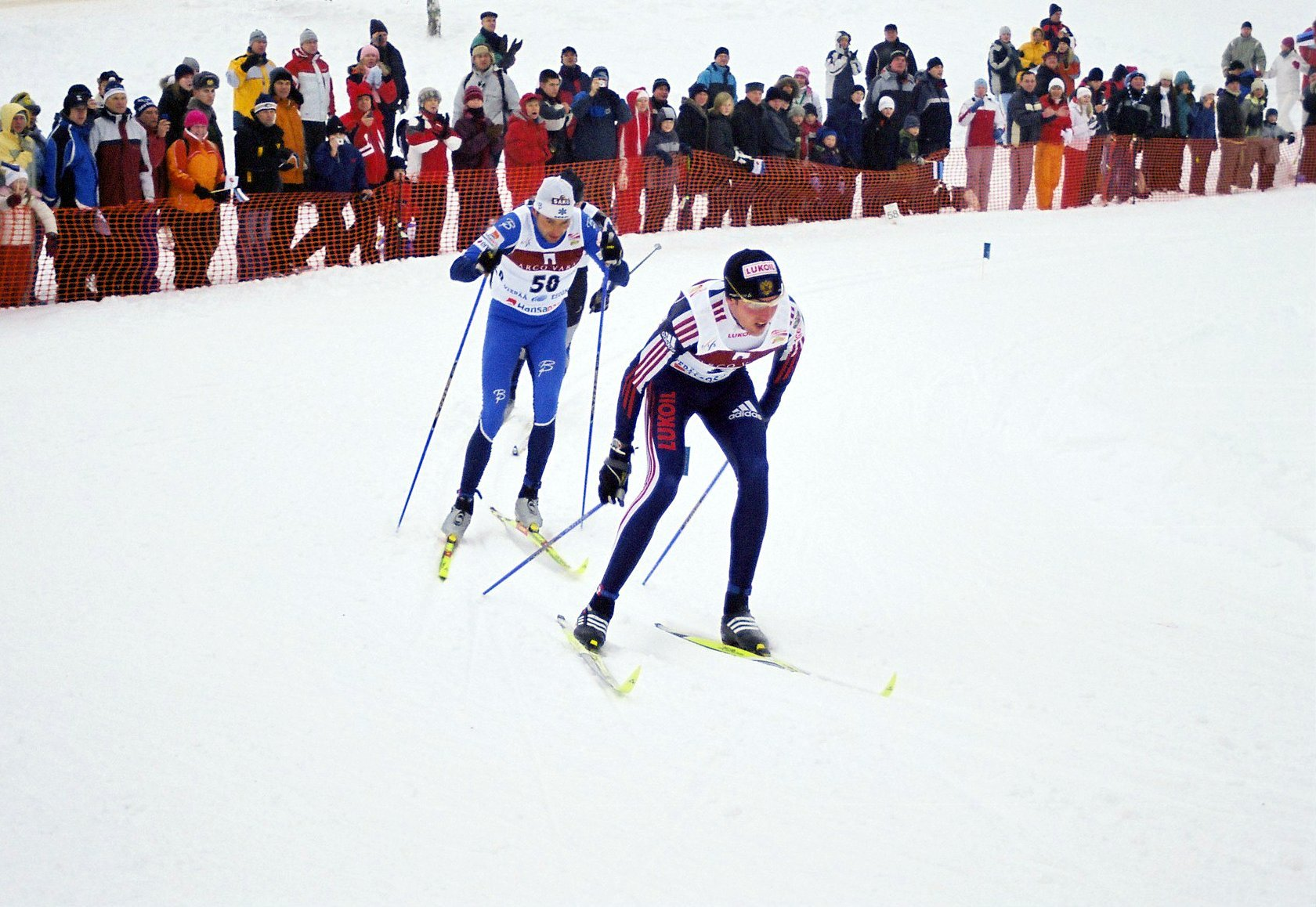
Esquiadores realizando giros escalonados en descenso durante una competición de la Copa Mundial de Esquí de fondo de la FIS en 2006 en Otepää, Estonia.

El esquí de fondo tiene dos técnicas básicas de propulsión, que se aplican a diferentes superficies: clásica (nieve intacta y nieve pisada) y esquí de patinaje (superficies de nieve firmes y lisas). La técnica clásica se basa en una cera o textura en la parte inferior del esquí bajo el pie para la tracción en la nieve que permite al esquiador deslizar el otro esquí hacia adelante en nieve virgen o trazada. Con la técnica de esquí de patinaje, el esquiador se desliza alternativamente en esquís en una superficie de nieve firme formando un ángulo entre sí de manera similar al patinaje sobre hielo. Ambas técnicas emplean bastones con cestas que permiten la propulsión con los brazos. El equipo especializado se adapta a cada técnica y a cada tipo de terreno y se utilizan una variedad de giros al descender.
Los bastones contribuyen a la propulsión hacia adelante, ya sea de forma simultánea (habitual para la técnica de patinaje) o en secuencia alterna (común para la técnica clásica como la «zancada diagonal»). La técnica del doble bastón (double poling) también se aplica con la técnica clásica cuando se puede alcanzar mayor velocidad en descensos llanos y ligeros que la disponible en la zancada diagonal, que se favorece para lograr mayor potencia cuesta arriba.

### Clásico
El estilo clásico se usa frecuentemente en pistas preparadas que tienen pares de surcos paralelos cortados en la nieve. También es la técnica más habitual donde no se han preparado pistas. Con esta técnica, cada esquí se empuja hacia adelante desde el otro esquí estacionario en un movimiento de zancada y deslizamiento, alternando de pie. Con la variante de «zancada diagonal» los bastones se plantan alternativamente en el lado opuesto del pie que avanza; con la variante de «patada y doble bastón», los bastones se plantan simultáneamente con cada otra zancada. A veces, sobre todo en descensos suaves, el doble bastón es el único medio de propulsión. En terrenos ascendentes, las técnicas incluyen el «paso lateral» para pendientes pronunciadas, moviendo los esquís perpendicularmente a la línea de caída, la «herradura» para pendientes moderadas, en las que el esquiador da pasos alternos con los esquís hacia afuera; y, para pendientes suaves, el esquiador utiliza la técnica diagonal con zancadas más cortas y mayor fuerza en los brazos sobre los bastones.

### Esquí de patinaje
Con el esquí de patinaje, el esquiador proporciona propulsión en una superficie de nieve lisa y firme empujando los esquís alternativamente alejándolos uno del otro en un ángulo, de manera similar al patinaje sobre hielo. El esquí de patinaje generalmente implica el uso coordinado de bastones y la parte superior del cuerpo para agregar impulso. Tres técnicas comunes son V1, V2 y V2 alternativo. En V1, el esquiador empuja con un doble plantado de bastón cada vez que el esquí se extiende en un lado temporalmente «dominante»; esta técnica es óptima para subir. En V2 alternativo, el esquiador realiza el plantado doble de bastón antes de que el esquí «dominante» se extienda; esta técnica permite mantener una velocidad más alta y a menudo se utiliza en terrenos ligeramente cuesta abajo. En V2, el esquiador planta el bastón dos veces cada vez que el esquí se extiende en cualquier lado, en terreno plano y en ligeras pendientes esta técnica suele ser la más rápida y eficiente de las 3. Los esquiadores suben colinas con estas técnicas al ampliar el ángulo de la V, y al hacer zancadas más frecuentes y cortas mediante el uso más enérgico de los bastones. Una variante de la técnica es el «maratón de patinaje» o «paso de Siitonen», en el que el esquiador deja un esquí en la pista mientras patina hacia el exterior con el otro.

### Giros
Los giros, utilizados al descender o para frenar, incluyen el snowplough (o «giro en cuña»), el stem christie (o «cuña christie»), giro paralelo y el telemark. El giro de paso se utiliza para mantener la velocidad durante las bajadas o fuera de la pista en terrenos planos.

## Equipo

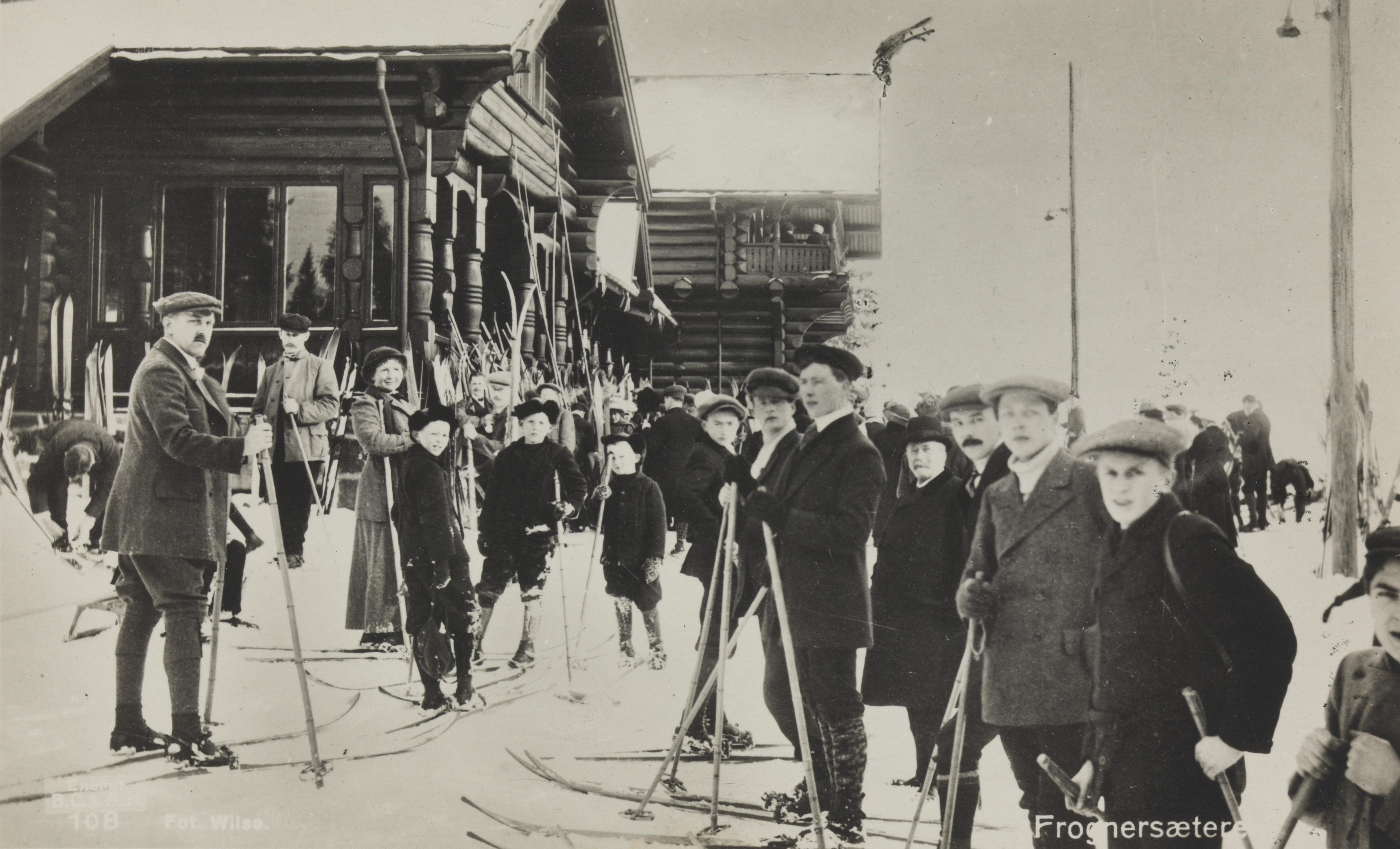
Material de esquí anterior a 1940 en Oslo: bastones de bambú, esquís de madera y fijaciones de cables.

El equipo incluye esquís, bastones, botas y fijaciones; estos varían según:
- Técnica: Clásica o de patinaje;
- Terreno: Desde pistas preparadas hasta áreas silvestres;
- Nivel de rendimiento: Desde el uso recreativo hasta la competición en el nivel élite.[45]

### Tabla de esquí

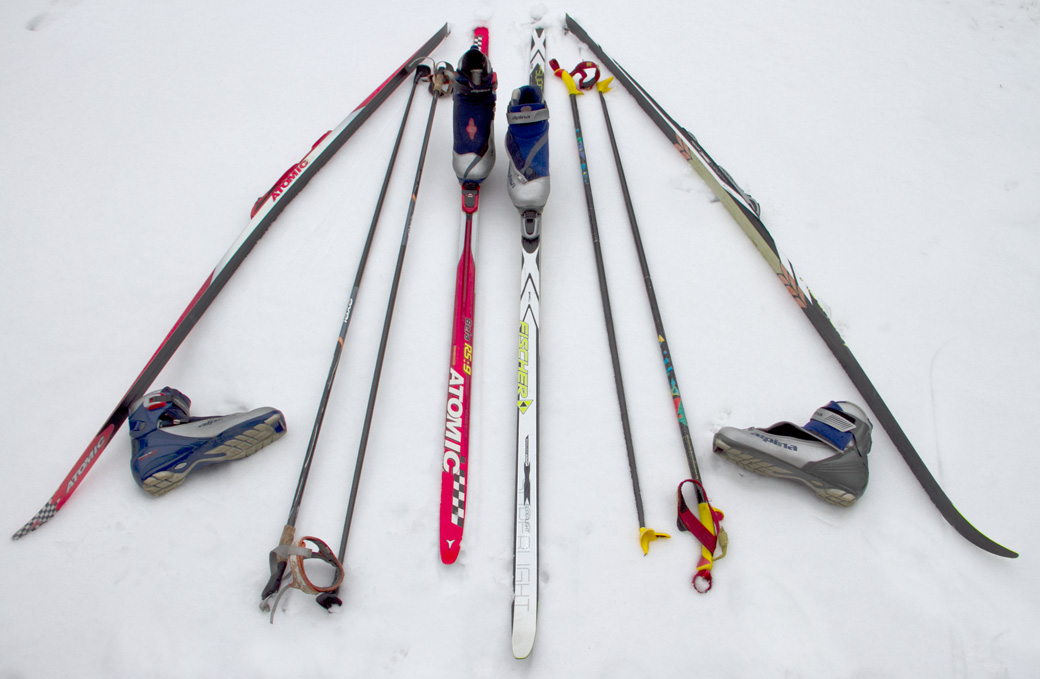
Equipo para esquí de patinaje (izquierda) y esquí clásico (derecha). Las longitudes de los esquís y los bastones son diferentes en cada caso. Los esquís clásicos tienen una «zona de agarre» debajo de la fijación.

Los esquís utilizados en el esquí de fondo son más ligeros y estrechos que los utilizados en el esquí alpino. El fondo de los esquís está diseñado para proporcionar una superficie de deslizamiento y, para los esquís clásicos, una zona de tracción bajo el pie. La base de la superficie de deslizamiento es un material plástico que está diseñado tanto para minimizar la fricción como, en muchos casos, para aceptar ceras. La cera de deslizamiento se puede usar en las colas y puntas de los esquís clásicos y a lo largo de la longitud de los esquís de patinaje.

#### Tipos
Cada tipo de esquí tiene un tamaño y diseño diferente. La longitud afecta la maniobrabilidad; la curva afecta la presión sobre la nieve bajo los pies del esquiador; el corte lateral afecta la facilidad de giro; el ancho afecta la fricción hacia adelante; el área total en la nieve afecta la capacidad de carga; y la geometría de la punta afecta la capacidad de penetrar en la nieve nueva o de mantenerse en una pista. Cada uno de los siguientes tipos de esquí tiene una combinación diferente de estos atributos:
- Esquís clásicos: Están diseñados para esquiar en pistas. Para esquiadores adultos (entre 155 cm/50 kg y 185 cm/75 kg), las longitudes recomendadas varían entre 180 y 210 centímetros (aproximadamente el 115% de la altura del esquiador). La tracción proviene de una «zona de agarre» debajo del pie que cuando soporta el peso del esquiador, se activa una superficie de agarre texturizada o una cera de agarre. En consecuencia, estos esquís se clasifican como «con cera» o «sin cera». Los esquís sin cera recreativos generalmente requieren poca atención y están adaptados para un uso casual. Los esquís con cera, si se preparan correctamente, proporcionan mejor agarre y deslizamiento.[45][55][56]

Cuando el peso del esquiador está distribuido en ambos esquís, la curvatura del esquí disminuye la presión de la zona de agarre en la nieve y promueve el apoyo en el área restante del esquí, la «zona de deslizamiento». Se realiza una prueba de rigidez de la curvatura con un trozo de papel debajo del pie del esquiador, parado sobre los esquís en una superficie plana y dura; el papel debería quedar fijado en toda la zona de agarre del esquí en el que se coloca todo el peso del esquiador, pero debe deslizarse con libertad cuando el peso del esquiador se distribuye de manera equitativa en ambos esquís.
- Esquís de patinaje: Están diseñados para esquiar en superficies preparadas. La longitud recomendada usual es la longitud del esquiador +5-15cm. Toda la parte inferior de cada esquí de patinaje es una zona de deslizamiento, preparada para un deslizamiento máximo. La tracción proviene del esquiador empujando desde el borde del esquí anterior hacia el próximo esquí.[45]
- Esquís de montaña: Están diseñados para excursiones de esquí en condiciones naturales de nieve. Las longitudes recomendadas varían entre 150 y 195 centímetros para esquiadores adultos, dependiendo de su estatura y peso. Los esquís de montaña suelen ser más pesados y anchos que los esquís clásicos y de patinaje; a menudo tienen bordes de metal para un mejor agarre en nieve dura; y su mayor corte lateral ayuda a tallar giros.[12][57][58]

La geometría de un esquí de montaña depende de su propósito: los esquís adecuados para áreas boscosas donde predomina la nieve suelta pueden ser más cortos y más anchos que aquellos seleccionados para áreas abiertas y expuestas donde puede prevalecer la nieve compactada. El corte lateral en los esquís de Telemark promueve el giro en bosques y terrenos escarpados. El ancho y la longitud corta ayudan a girar en nieve suelta y profunda. Los esquís más largos, estrechos y rígidos con bordes afilados son adecuados para nieve compactada por el viento o por el efecto del deshielo. El diseño de los esquís de excursión puede representar un compromiso de uso general entre estas diferentes condiciones de esquí, además de ser aceptable para su uso en pistas preparadas. La tracción puede provenir de una zona de agarre texturizada o encerada, como en los esquís clásicos, o de piel de foca, que se aplican en la parte inferior del esquí para ascensos largos y empinados y tienen pelos o textura mecánica que evita el deslizamiento hacia atrás.

#### Superficie de deslizamiento
Las ceras mejoran la velocidad de la superficie de deslizamiento, pues se derrite en la base usando una plancha o se aplica en forma líquida. La cera sobrante se raspa primero y luego se termina cepillando. La mayoría de las ceras de deslizamiento están hechas con parafina que se combina con materiales aditivos. La dureza de la parafina y los aditivos varían según el tipo de nieve, la humedad y la temperatura. Desde la temporada de carreras 2021-2022, los productos fluorados están prohibidos en competencias sancionadas por la FIS. Antes de la prohibición, la mayoría de las ceras de carrera combinaban ceras de hidrocarburo fluoradas con capas de fluorocarbono. Los fluorocarbonos disminuyen la tensión superficial y el área superficial del agua entre el esquí y la nieve, lo que aumenta la velocidad y el deslizamiento del esquí bajo condiciones específicas. Ya sea combinados con la cera o aplicados después en forma de aerosol, polvo o bloque, los fluorocarbonos mejoran significativamente el deslizamiento del esquí.

#### Superficie de tracción
Los esquís diseñados para la técnica clásica, tanto en la pista como en la nieve virgen, dependen de una zona de tracción, llamada «zona de agarre» o «zona de impulso», debajo del pie. Esto proviene ya sea de a) textura, como «escamas de pez» o pieles de mohair, diseñadas para deslizarse hacia adelante pero no hacia atrás, que se incorporan en la zona de agarre de los esquís sin cera, o de dispositivos aplicados, por ejemplo, pieles de escalada; o b) ceras de agarre. Las ceras de agarre se clasifican según su dureza: Las ceras más duras son para nieve más fría y nueva. Equivocarse en la elección de la cera de agarre para las condiciones de nieve encontradas puede causar el deslizamiento del esquí (cera demasiado dura para las condiciones) o que la nieve se pegue a la zona de agarre (cera demasiado suave para las condiciones). Estas ceras generan agarre al interactuar con los cristales de nieve, que varían con la temperatura, la edad y la compactación. Las ceras de agarre duras no funcionan bien para la nieve que ha metamorfoseado a tener granos gruesos, ya sea helada o húmeda. En estas condiciones, los esquiadores optan por una sustancia más pegajosa, llamada klister.

### Botas y fijaciones

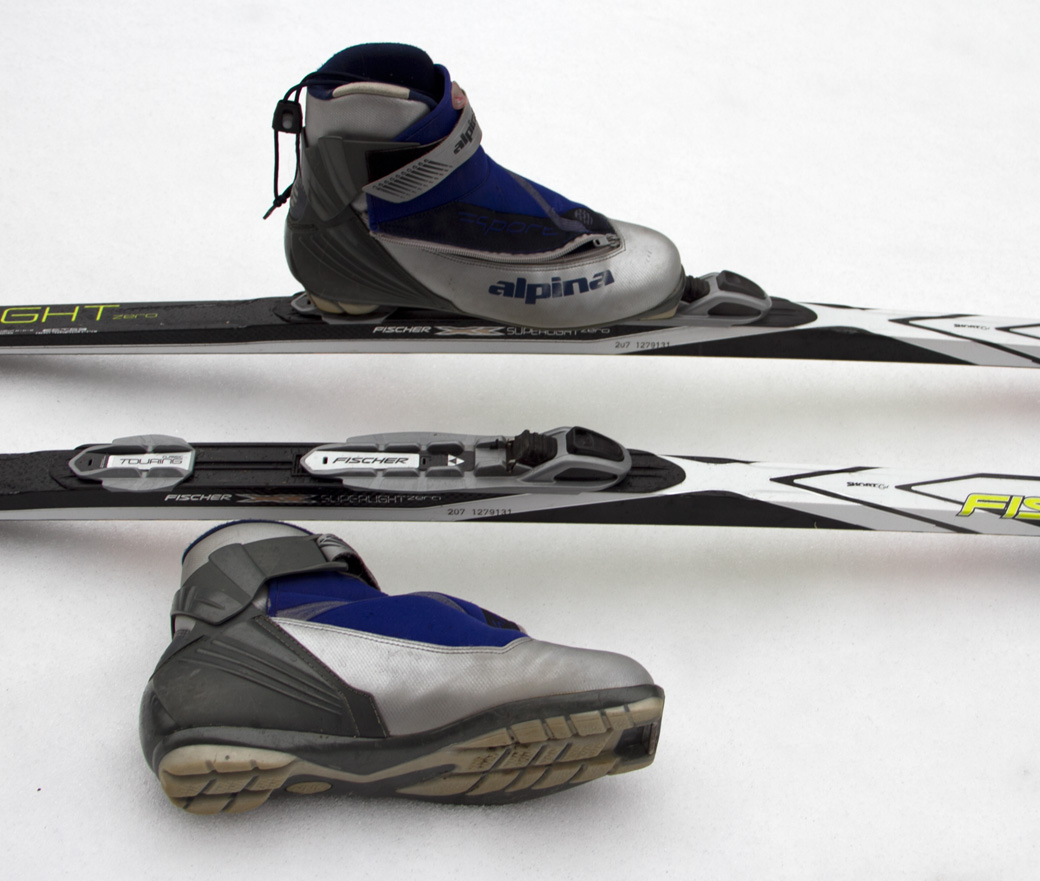
Botas de esquí de fondo y sistema de fijación estandarizado para esquí clásico. El esquiador encaja la puntera de la bota en la fijación y la suelta con el botón ubicado en la parte delantera de la bota.

Las botas de esquí se sujetan al esquí solo en la punta, por lo que dejan el talón libre. Dependiendo de la aplicación, las botas pueden ser ligeras (esquí de rendimiento) o más pesadas y de mayor soporte (esquí de montaña).
Las fijaciones unen la bota con el esquí. Hay tres grupos principales de sistemas de fijación utilizados en el esquí de fondo (en orden descendente de importancia):
- Sistema estandarizado: Las botas y las fijaciones tienen una conexión integrada, normalmente una barra en la parte delantera de la suela de la bota, y una plataforma sobre la que descansa la bota. Prevalecen dos familias de estándares: NNN (New Nordic Norm) y SNS (Salomon Nordic System) Profil. Ambos sistemas tienen variantes para esquiar en pistas preparadas y en el campo, por lo que son el tipo de fijación más común.
- Tres puntas: La bota se sujeta a través de tres puntas que se conectan con tres orificios en la suela de la puntera de la bota. Se utiliza principalmente para el esquí de travesía.
- Cable: Un cable sujeta el talón de movimiento libre y mantiene la puntera de la bota empujada en una sección de agarre de la bota. Se utiliza principalmente para esquí de travesía y telemark.

### Bastones
Los bastones de esquí se utilizan para el equilibrio y la propulsión. Los bastones modernos de esquí de fondo están hechos de aluminio, plástico reforzado con fibra de vidrio o fibra de carbono, según el peso, el costo y los parámetros de rendimiento. Anteriormente, estaban hechos de madera o bambú. Tienen un pie (llamado cesta) cerca del extremo del eje que proporciona una plataforma de empuje, ya que hace contacto con la nieve. Las cestas varían en tamaño, según la suavidad/firmeza esperada de la nieve. Los bastones de carreras tienen cestas más pequeñas y ligeras que los bastones recreativos. Los bastones diseñados para patinaje son más largos que los diseñados para el esquí clásico. El esquí tradicional en los años 1800 utilizaba un solo bastón para el esquí de fondo y el descenso. El bastón único era más largo y más resistente que los bastones que se usan en pares. En los bastones de esquí de fondo competitivos en pares se introdujeron alrededor de 1900.

## Gallery

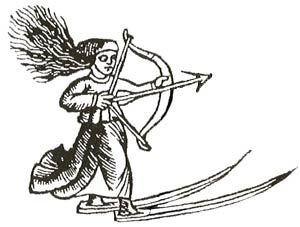
Una de las primeras imágenes de una esquiadora: una mujer sami o diosa cazando en esquís por Olaus Magnus (1553).
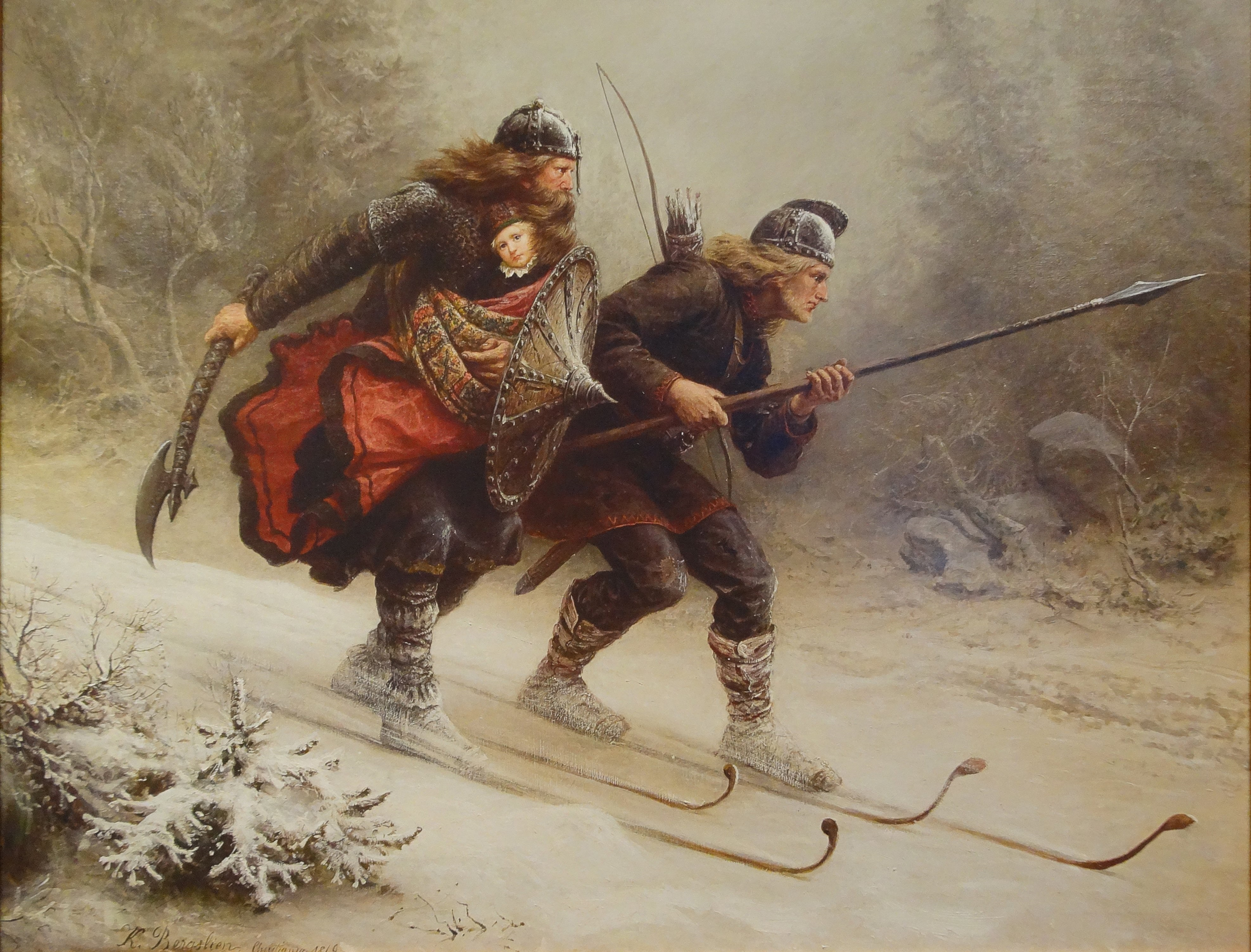
Sirvientes leales transportando al Príncipe Haakon IV de Noruega a un lugar seguro en esquís durante el invierno de 1206—representación de 1869 por Knud Bergslien.
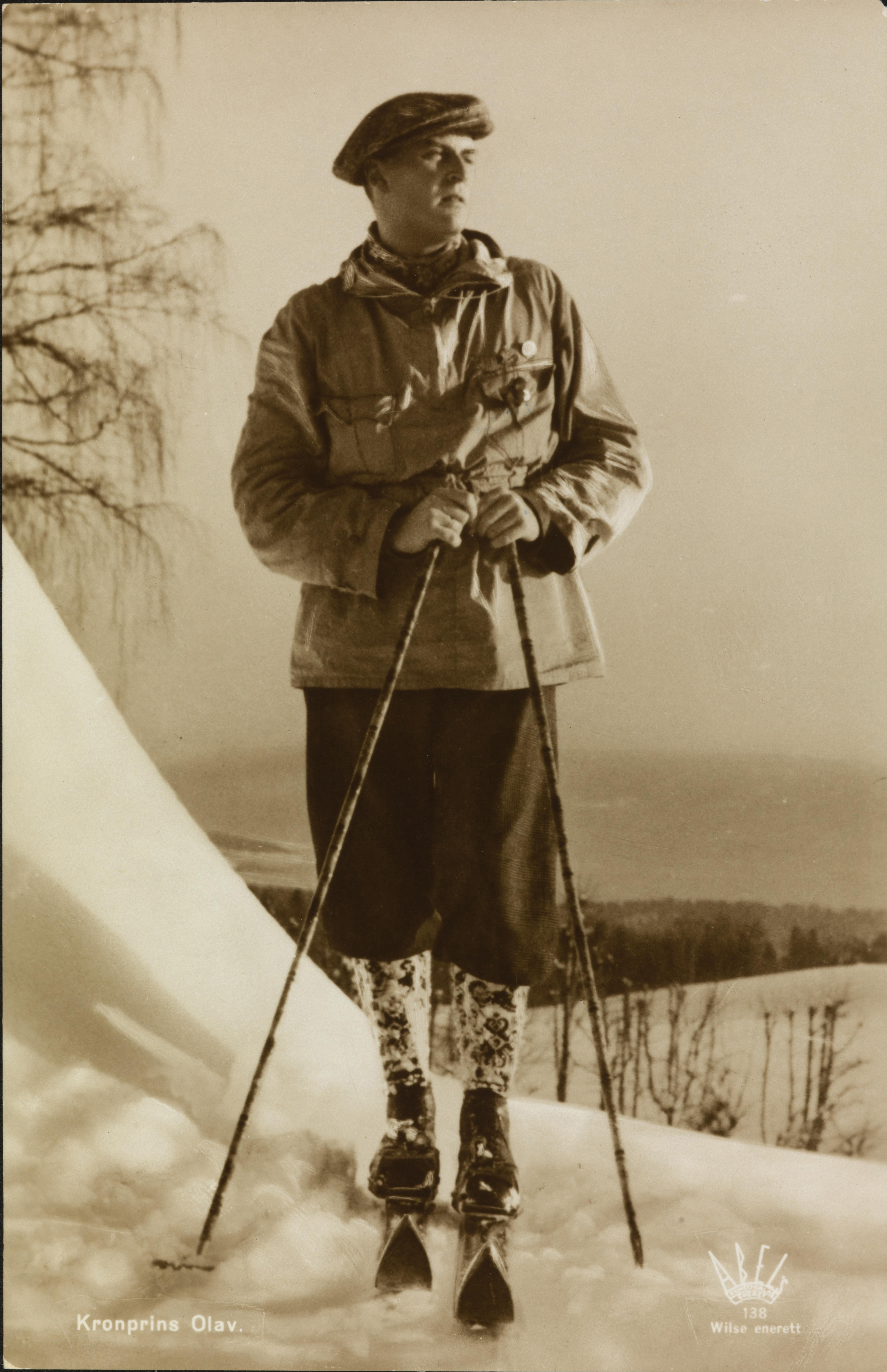
Olav V de Noruega como príncipe heredero en 1939.
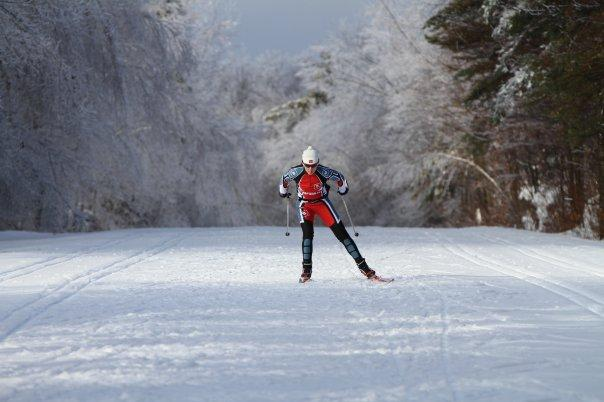
Un esquiador de patinaje en el Parque Gatineau, Quebec, una pista de esquí preparada de Norteamérica.
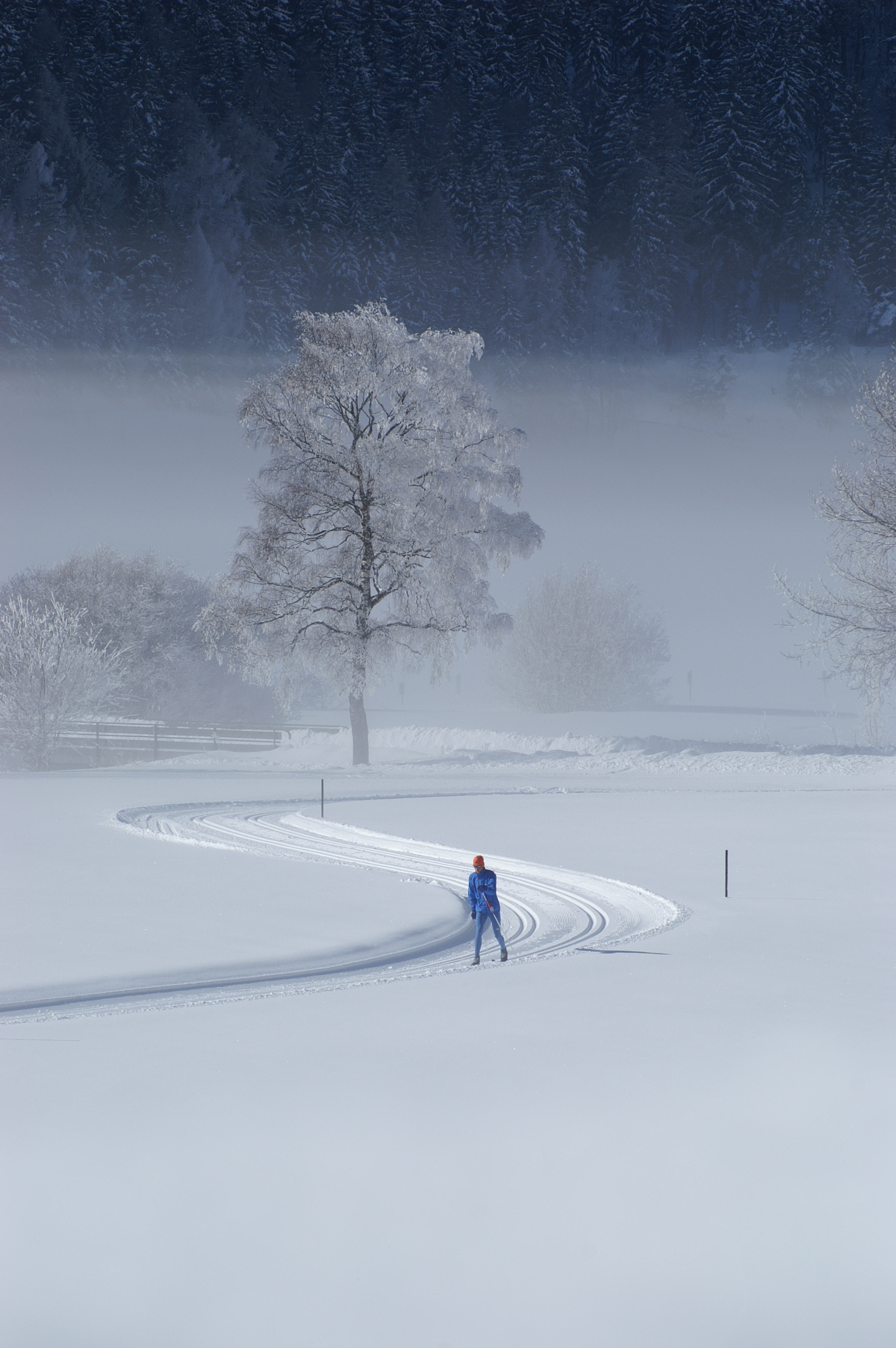
Una pista recreativa de esquí de fondo, preparada solo para esquí clásico, en Tirol.
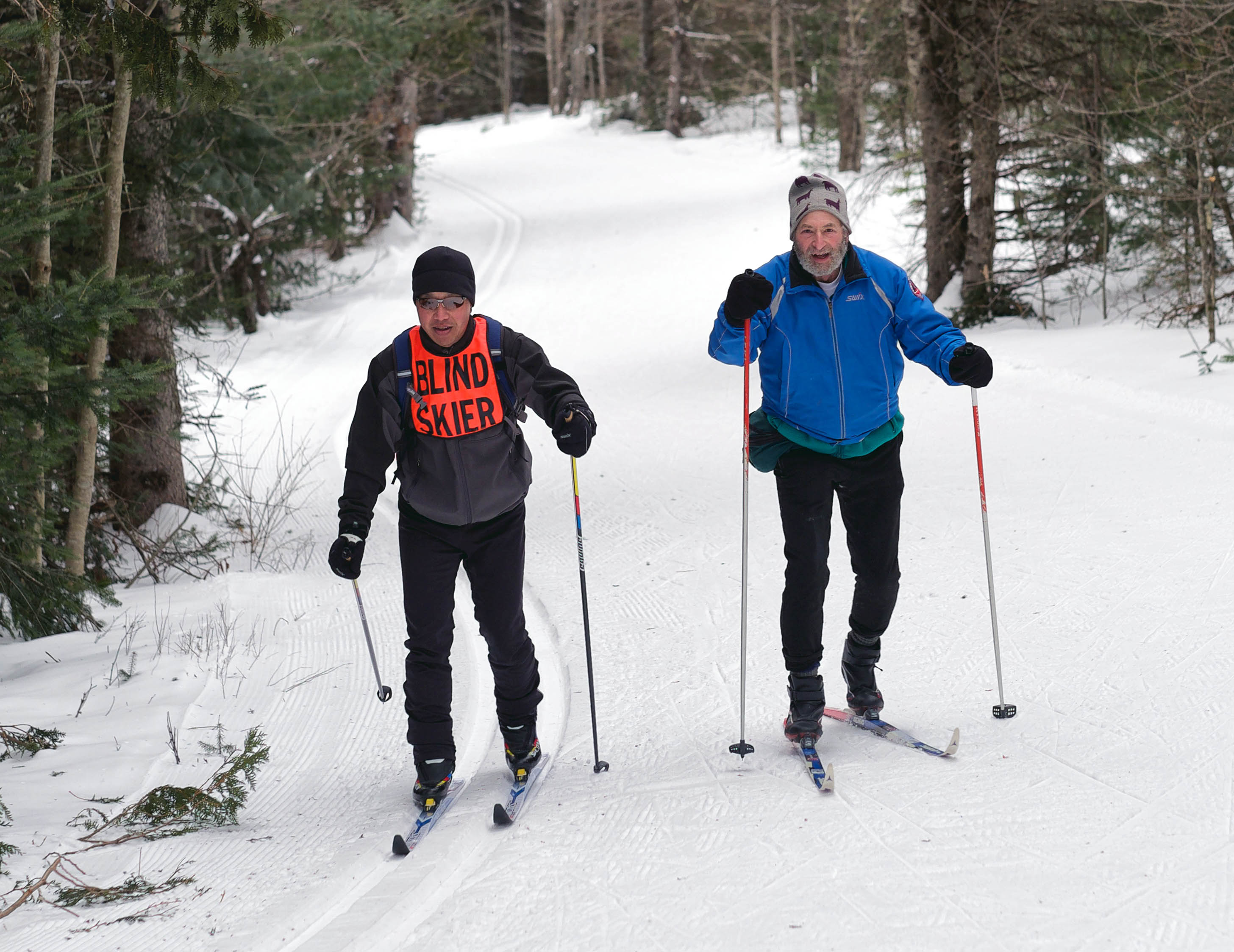
Un esquiador de fondo ciego con guía en un evento regional de Ski for Light.
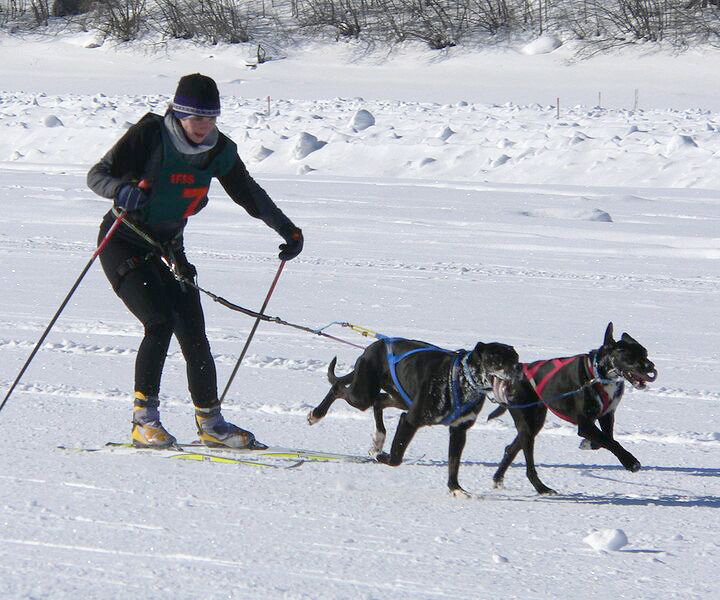
Skijoring con perros: Los perros proporcionan una propulsión adicional al esquiador.